# Tachyancistrocerus syriacus
Tachyancistrocerus syriacus är en stekelart som beskrevs av Giordani Soika 1970. Tachyancistrocerus syriacus ingår i släktet Tachyancistrocerus och familjen Eumenidae. Inga underarter finns listade i Catalogue of Life.